# Ichthyodes lineigeroides
Ichthyodes lineigeroides là một loài bọ cánh cứng trong họ Cerambycidae.